# Ai Yazawa
Ai Yazawa (japonès: 矢沢あい)  (Osaka, 7 de març de 1967) és una popular dibuixant japonesa de manga shōjo.
Yazawa va iniciar la seva carrera als 17 anys. Per 15 anys va escriure més de 10 sèries en la revista "Ribon". Encara que les seves històries acabades continuen sent publicades per la revista Ribon, en l'actualitat apareixen en altres revistes, com "Zipper" i "Cookie".
Entre les obres més conegudes de Yazawa destaca Paradise Kiss (1999-2003), un dels primers mangues a tractar la persecució provocada per l'èxit, a partir de la vida d'una estudiant de moda que intenta obrir-se camí en aquest camp. Però encara més cèlebre és el manga Nana (2000), el shōjo més venut a la història de l'editorial Shūeisha, i que fins i tot s'ha adaptat a dues pel·lícules d'acció real, protagonitzades per Mika Nakashima i Aoi Miyazaki, una sèrie d'anime de 47 capítols i dos videojocs. Amb aquesta obra, Yazawa es va donar a conèixer a escala internacional. Tant Paradise Kiss com Nana són shojos que han estat publicades als Estats Units, França, Itàlia i Espanya.
Altres destacats mangues de Yazawa són Tenshi Nanka Ja Nai (No sóc un àngel) i Gokinjō Monogatari (Històries de veïnat).
Les obres de Yazawa són populars principalment en dones i adolescents. Les històries se centren en jovenetes i les seves relacions. Yazawa posa molta atenció en la moda, ja que Ai Yazawa va estudiar disseny malgrat que va deixar-ho estar després d'adonar-se que no tindria gaire futur dedicant-s'hi. Tal cosa es reflecteix a l'hora de dissenyar els seus personatges, alguns notablement únics i rebels, que es juxtaposen als més tradicionals.

## Obres
- Futari no Seaside Park
- Ballad Made Soba ni ite
- Esukepu
- Kaze ni Nare!
- Marine Blue No Kaze Ni Dakarete
- Tenshi Nanka Ja Nai
- Gokinjō Monogatari
- Kagen no Tsuki
- Paradise Kiss
- Nana
- Princess Ai, escrit per Courtney Love (Yazawa hi fa el disseny dels personatges)
- 15 Nen Ne
- RabuuRetaa